# رودالی
رودالی (به هندی: Rudaali) فیلمی محصول سال ۱۹۹۳ و به کارگردانی کالپانا لاجمی است. در این فیلم بازیگرانی همچون دیمپل کاپادیا، راج بابار، راکهی گولزار، امجد خان، راغوبیر یاداو، سوشمیتا موکرجی ایفای نقش کرده‌اند.